# Eduardo Peruchena
Eduardo Peruchena (nascido em Buenos Aires) é um treinador argentino de handebol. Comandou a seleção argentina feminina que terminou na décima segunda posição nos Jogos Olímpicos de Verão de 2016 no Rio de Janeiro, Brasil.